# Josip Vošnjak
Josip Vošnjak, (s psevdonimom J. Skalec, J. M.Dravinjski) slovenski politik, zdravnik in pisatelj, * 4. januar 1834, Šoštanj, † 21. oktober 1911, Visole pri Slovenski Bistrici.

## Življenje
Vošnjak se je rodil v premožno in ugledno trško družino usnjarskega mojstra in posestnika Mihaela ter Jožefe r. Krischan (Križan) v Šoštanju. Leta 1840 je začel v Šoštanju obiskovati nižjo šolo, kjer ga je poučeval Peter Musi in zaključil tri razrede. Šolanje je nato nadaljeval v Celju, kjer je v letih 1843–1846 obiskoval glavno šolo in zaključil dva razreda gimnazije v Celju. Po prejeti štipendiji je v letih 1846–1850 nadaljeval šolanje na gimnaziji v Gradcu in v letih  1850–1852 z odliko zaključil v gimnaziji na Dunaju. Tu je leta 1852 začel s študijem medicine, ki ga je uspešno zaključil leta 1857 in bil v nasednjem letu promoviran v doktorja medicine in nato še doktorja kirurgije. Zdravniški poklic je opravljal v več krajih. V Šoštanju (1858–1859), Ljubljani (1859, 1861, 1872–1895), Kranju (1859–1861), Slovenski Bistrici (1861–1870) in Šmarju pri Jelšah (1870–1872). Zadnjo službo v Ljubljani, primarija deželne prisilne delavnice, je obdržal do upokojitve. Bil je poslanec v štajerskem deželnem zboru v letih 1867–1878, dunajskem državnem zboru v letih 1873–1885 in kranjskem deželnem zboru v letih 1877–1895. Leta 1895 se je upokojil in se preselil na posestvo na Visolah pri Slovenski Bistrici, kjer je živel vse do smrti. 

## Delo
Deloval je na številnih področjih politike, pisateljevanja, bil je kulturni organizator, govorec, mislec, pobudnik mnogih gospodarskih dejavnosti, društveni delavec. Bil je med pomembnejšimi zdravniki na Kranjskem in aktiven član v kranjskem Društvu zdravnikov. 
Vošnjak se je začel ukvarjati s politiko šele leta 1861 v Kranju. Takrat se je seznanil z najbolj znanimi slovenskimi narodnjaki, tudi z Bleiweisom in začel pisati v njegove Kmetijske in rokodelske novice. Sprva je bil politično najbolj aktiven na Štajerskem, deloval je v času, ko se je začela oblikovati slovenska narodnostna identiteta. Pisal je politične programe in bil organizator shodov. Vseskozi si je prizadeval za Zedinjeno Slovenijo in je aktivno sodeloval pri organizaciji taborov. V šestdesetih in sedemdesetih letih je imel vodilno vlogo v novi slovenski liberalni politiki. V času nastopa Taaffejeve vlade (1879) je bil najaktivnejši državni poslanec. Politični nasprotniki staroslovenci so celoten nasprotni mladoslovenski liberalni tabor poimenovali kar za »vošnjakovce« in sestavili parolo: »Koder vošnjakovci hodijo, trava ne raste«. Cilj njegovega političnega delovanja je bil prebuditi kmeta, ki je bil zanj temelj vsakega naroda. Kot poslanec se je boril za napredek šolstva, splošno volilno pravico, uveljavljanje slovenskega jezika, razvoj zdravstva. Zavzemal se je za gradnjo nove deželne bolnice. Zaslužen je za sprejetje zakona o zdravstvenem pokojninskem skladu, leta 1888 v kranjskem deželnem zboru, ki je zagotovil zdravnikom pravico do pokojnine.
Po Jurčičevi in Bleiweisovi smrti leta 1881 je začel njegov vpliv upadati. Uveljavila se je nova generacija politikov (Kersnik, Hribar, Šuklje, ...). Od leta 1885 ni bil več poslanec v državnem zboru, tudi druge funkcije je opustil in v političnem življenju ni imel več odločilne vloge.
Zelo aktiven je bil tudi v društvih: Društvo slovenskih pisateljev, Narodno društvo, Glasbena matica, Dramatično društvo, Družba sv. Cirila in Metoda. Opravljal je delo tajnika delniške družbe Narodna tiskarna. Leta 1868 pa je bil med ustanovitelji časopisa Slovenski narod. 
Pisal je številne članke v slovenske časnike: Slovenski narod, Koledar družbe sv. Mohorja, Ljubljanski zvon; z zelo raznoliko vsebino. Vse od političnih in gospodarskih, pa do poljudnoznanstvenih besedil s praktičnimi nasveti z medicinsko tematiko.
Imel je posluh za gospodarske probleme in se veliko posvečal kmečki agrarni problematiki. Zavzemal se je za ustanovitev posojilnic (zadružnice), ki bi pomagale rešiti resne socialne probleme kmetov (idejo je uresničil brat Mihael Vošnjak). Napisal je mnogo knjig o kmetovanju in se z agrarnim vprašanjem ukvarjal tudi teoretično.
Ena njegovih svetovnonazorskih značilnosti je bil antisemitizem, ki ga je povezoval z gospodarskimi razlogi, saj je imel Jude za predstavnike brezdušnega liberalnega kapitalizma. Zanimal ga je tudi spiritizem.
Vošnjak je veliko prispeval tudi k slovenskemu leposlovju, publicistiki in kulturi. Zaslužen je, da je Avstrija leta 1880 sprejela njegovo resolucijo o uvedbi slovenščine v srednje šole na Kranjskem, Spodnjem Štajerskem, Koroškem, Primorskem in v Trstu. Ukvarjal se je s pisanjem dram, povesti, romanov, vendar je kot pisatelj malo manj znan. Najpomembnejše so njegove pozne drame. Pomembno delo so Spomini, kjer je opisal svoje življenje in delo ter skušal predstaviti svoj pogled na politično dogajanje v drugi polovici 19. stoletja. Pisal je vaške, kmečke povesti z versko, vzgojno, socialno in politično vsebino. 

### Proza
- Prvi poljub: Izvirno-slovenska novela (1873)
- Na črni zemlji Izvirno-slovenska novela (1873)
- Troje angeljsko češčenje: Povest  (1886) (COBISS)
- Dva soseda Povest iz življenja štajerskih Slovencev (1887)
- Obsojen: Povest (1888)
- Pobratimi (1889)  (COBISS)
- Quasimodo kratka zgodba (1889)
- Ti očeta do praga, sin tebe čez prag: Povest (1889)
- Pred pragom večnosti (začel 1890)
- Blagor usmiljenim! Povest (1890)
- Blagor žalostnim. Povest (1894)
- Blagor mirnim. Dve povesti (1902)
- Navzgor-navzdol: Povest iz polminole dobe (1909) (COBISS)

### Spominska proza
- Na Silvestrov večer 1883. leta (1884)
- Spomini o Josipu Jurčiču (1889–1890)
- O prikaznih in duhovih (1890)
- Ljubljana po potresu in sedaj (1903/1904)
- Moj rojstni kraj (1903/1904)
- Pri proštu Lovru Serajniku v Tinjah (1905)
- Še nekaj spominov na J. Jurčiča (1911)
- Spomini (1905/1906) (COBISS)

### Dramatika
- Svoji k svojim: Veseloigra v enem dejanju (1889)  (COBISS)
- Ministrovo pismo, veseloigra v 2 dejanjih (uprizorjena 1889)
- Pene: Izvirna veseloigra v 3 dejanjih (uprizorjena 1889)
- Pred sto leti, Slovesna igra za praznovanje stoletnice Linhartove Županove Micke (1889)
- Ženska zmaga, veseloigra v 3 dejanjih (1889)
- Oreh: Prizor iz življenja na kmetih (1891)
- Lepa Vida: Drama v petih dejanjih (1893) (COBISS)
- Resnica oči kolje, veseloigra v enem dejanju (1893)
- Premogar: Igra s petjem v štirih dejanjih (1894)
- Doktor Dragan: Drama v petih dejanjih (1894) (COBISS) (COBISS)
- Ne vdajmo se! Kratkočasnica v jednem dejanju (1901)

### Strokovne razprave in članki
- Poduk o človeku ali Kratek razklad človeške anatomije in fiziologije (1863)
- Slovenci kaj čemo? (1867) (COBISS)
- Kolera (1868) (COBISS)
- Slovenski tabori. Za prosto slovensko ljudstvo (1869) (COBISS)
- Posojilnice na pomoč kmetskemu ljudstvu (1872)
- Umno kletarstvo. Slovenskim vinorejcem v poduk (1873) (COBISS)
- Zadruge z neomejenim poroštvom (1874)
- Slovenci in državni zbor 1873 in 1874 (1874) (COBISS)
- Hranilnice in posojilnice na kmetih (1876)
- Perva pomoč v smertnih nevarnostih po naglem zbolenji ali po drugih slučajih (1877)
- Ob agrarnem vprašanji (1884) (COBISS)
- Poročilo o kmetijski enketi dne 17. in 18. aprila 1884 v Ljubljani (1884)
- Socialni problem in kmetski stan (1885)
- Zakaj peša kmetski stan? (1885)
- Proti žganju  (1886)
- O koleri (1887)
- Kaj človeštvo prideluje in uživa (1888)
- Dolgost človeškega življenja (1889)
- O gospodarskih šolah (1890)
- Slovenske učne knjige za ljudske, obrtne in srednje šole (1891)
- K zgodovini Wolfovega slovensko-nemškega slovarja (1893)
- Trtna uš in trtoreja (1893)
- Vedeževavka (1898)
- Za Prešernov spomenik  (1900)
- Streljanje proti toči (1901)
- Kako je Dežman postal nemškutar? (1904)
- Slovenska zemlja (1907) (COBISS)

### Ostalo
- Ljubici pod oknom (1897) (COBISS)

## Poimenovanja
- Knjižnica Josipa Vošnjaka Slovenska Bistrica
- Vošnjakova ulica v Ljubljani
- Vošnjakova ulica v Šmarju pri Jelšah
- Vošnjakova ulica v Mariboru